# أغلايا أحادية الورق
أغلايا أحادية الورق (الاسم العلمي: Aglaia unifolia) هي نوع من النباتات تتبع جنس الأغلايا من الفصيلة الأزدرختية.